# Kyotaro Nishimura
Kyotaro Nishimura (japonès: 西村 京太郎)  (Ebara-ku, 6 de setembre de 1930 - Yugawara, 3 de març de 2022) va ser un novel·lista japonès del gènere policíac.

## Biografia
Nishimura és conegut per les seves "sèries de trens", la majoria dels quals compten amb els detectius Shozo Totsugawa, Sadao Kamei i Tokitaka Honda. Va guanyar el Premi d'Escriptors de Misteri del Japó el 1981 per Tāminaru Satsujin Jiken (El cas d'assassinat terminal).
Nishimura es va casar amb Mizue Yajima. Va morir de càncer de fetge el 3 de març de 2022, a l'edat de 91 anys.

## Obres
Novel·la
- The Mystery Train Disappears (títol original: Misuterī Ressha ga Kieta), trad. Gavin Frew (Nova York: Dembner Books, 1990) ISBN 0-942637-30-5

- The Isle of South Kamui and Other Stories (títol original: Minami Kamuito), trad. Ginny Tapley Takemori (Thames River Press, 2013) ISBN 978-1-78308-011-3

## Premis
- 1965 – Premi Edogawa Rampo: Tenshi no Shōkon (Una cicatriu d'un àngel)
- 1981: Premi d'Escriptors de Misteris del Japó a la millor novel·la: Tāminaru Satsujin Jiken (El cas d'assassinat terminal)

## TV
- Kyotaro Nishimura viatge de misteri[2][3]
- Kyotaro Nishimura Suspense -Susumu Samonji
- Sèrie Inspector Totsugawa[4]